# Tangata manu

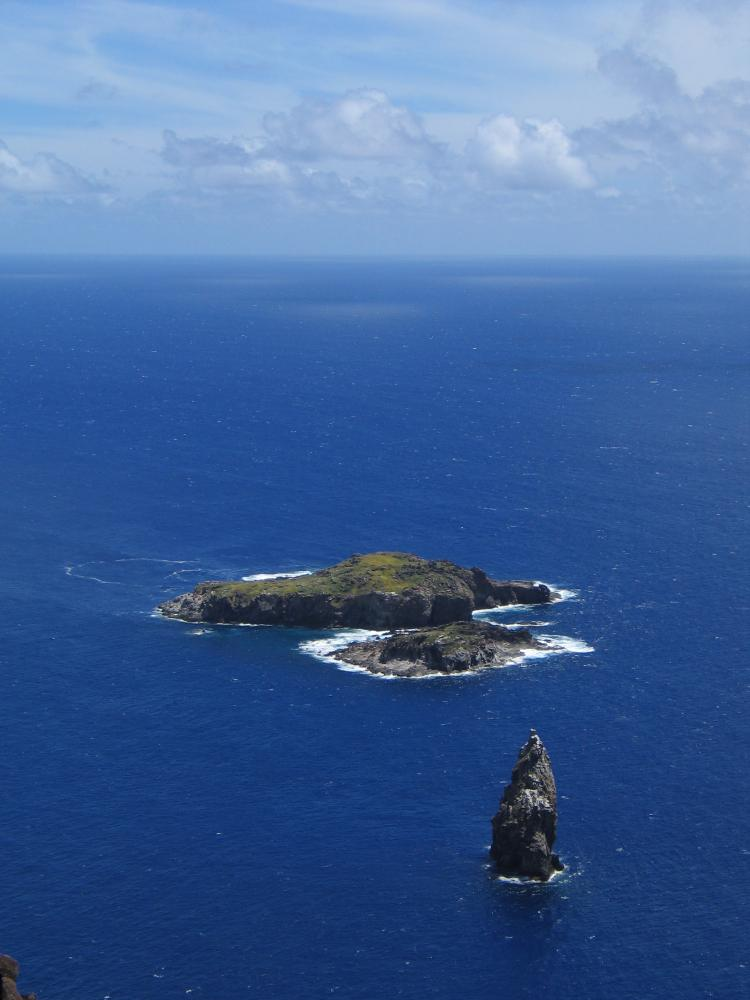
Ilhota Motu Nui

Tangata manu (homem-pássaro) era o título atribuído ao vencedor de uma competição tradicional da Ilha de Páscoa.
No mês de setembro, início da primavera, andorinhas-do-mar depositavam seus ovos na ilhota Motu Nui. Celebrava-se esse acontecimento pois a ave era uma fonte de alimento e também marcava a escolha do novo homem-pássaro, representante terreno do deus-criador Make-Make.
A competição tinha início na vila Orongo, à beira da cratera do vulcão Rano Kau. Cada clã selecionava um representante que deveria nadar até a ilhota, encontrar um ovo e retornar à Rapa Nui depois de escalar o penhasco. O primeiro a trazer um ovo intacto era nomeado homem-pássaro e governava a ilha durante um ano. Alguns competidores eram mandatários do líder do clã, e nesse caso ele recebia o título.
A seleção dos candidatos era revelada pelo sonho de um iva-atua (profeta) que enxergava a proteção divina sobre um homem. Era vedada a participação de mulheres na corrida, mas elas podiam ser profetisas.
A competição existiu até o final do século XIX quando a maioria dos habitantes da ilha foi convertida ao catolicismo.